# Templo y exconvento de Santo Domingo de Guzmán (Oxolotán)

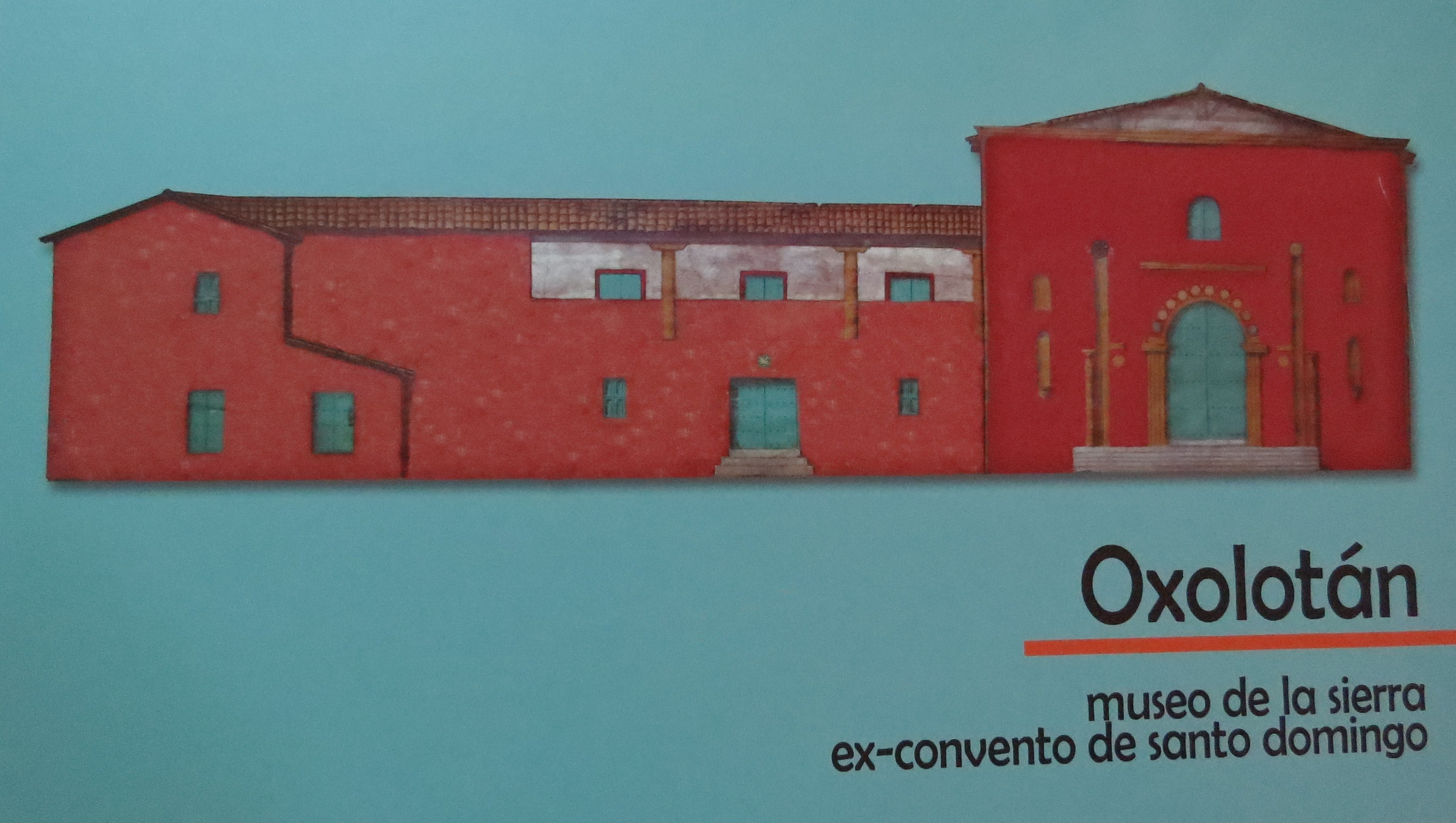
Recreación digital de la fachada del convento antes de que fuera dinamitado en 1926.

El templo y exconvento de Santo Domingo de Guzmán de Oxolotán, es un monumento histórico de México, ubicado en el Oxolotán, en el municipio de Tacotalpa en el estado de Tabasco, México. Fue fundado por la Orden de los Predicadores o mejor conocidos como frailes Dominicos en el año de 1633, en ese entonces la provincia era san Vicente Ferrer. Actualmente aloja el Museo de la Sierra que es el museo Virreinal de Tabasco, a cargo del Instituto Nacional de Antropología e Historia y recibe turistas que hacen ecoturismo.

## Historia
Las primeras incursiones españolas en esta región se dieron hacia 1531 cuando después de derrotar a los indígenas zoques, Francisco de Montejo y León "el Mozo" inició el reclutamiento forzoso de los indígenas para reforzar la conquista de Campeche en donde dieron batalla al mando de Juan de Lerma. En el año de 1535, las poblaciones de Tacotalpa y Oxolotán fueron encomendadas a Bernardino de Medina, un español sediento de riquezas y aventuras que al poco las dejó abandonadas; por el abandono de Medina las encomiendas le fueron entregadas a Tomás Rijoles quien pasado un tiempo también las abandonó, por lo que luego de una breve disputa fueron arrebatadas por Francisco de Montejo, quien el 27 de junio de 1543 nombró como su representante a Francisco Ramírez.
En 1546, los frailes franciscanos inician la colonización del territorio de Tacotalpa, oficiándo misas en los pueblos de Tacotalpa, Tapijulapa, Oxolotán, Noipac y Puxcatán.
En 1572 los frailes franciscanos Francisco Silvestre Magallón, Bernabé de Pastrana, Juan Fajardo, Buenaventura Valdés y Diego de Padilla, fundaron e iniciaron la construcción del convento de Oxolotán y el de Poposá. Sin embargo, diez años después, el convento de Oxolotán pasó a manos de los frailes dominicos. Hacía 1611 el vicario de Oxolotán era Fray Juan de Bersástegui. Este adquirió a nombre de la orden dominica el terreno conocido como Raudal de Istatelté, dando inicio a las enormes fincas cacaoteras con las cuales los frailes dominicos se allegaban los recursos necesarios para enfocar sus actividades a la observancia, más que a la evangelización.
Bajo la dirección del fraile Antonio de Pamplona los dominicos concluyeron la construcción del convento de Santo Domingo de Guzmán en 1633, y desde aquí atendían las doctrinas de los pueblos de Tacotalpa, Tapijulapa, Puxcatán, Teapa, Tecomajiaca, Jalapa, Astapa, Cacaos, Amatán, Ixtapangajoya y Solosuchiapa.
Desafortunadamente, la importancia de Oxolotán, adquirida con la fundación del convento y la congregación de indígenas, fue decayendo a partir de 1641, cuando los cacaotales de Tacotalpa cobrarón un mayor auge debido a que la población contaba con mejores vías de comunicación y un acceso más fácil que el de Oxolotán.
Entrando el siglo XVIII el convento había venido a menos, lo que propició su abandono definitivo. Entre los siglos XIX y los primeros años del siglo XX el edificio religioso mostraba una imagen de total abandono donde el paso del tiempo, la pérdida de elementos arquitectónicos, el crecimiento de la vegetación y las inundaciones periódicas propiciaron la destrucción paulatina del edificio. 
En 1926 durante la persecución religiosa emprendida por el entonces gobernador de Tabasco Tomás Garrido Canabal, este ordenó dinamitar el convento, siendo destruidas la sacristía, el claustro y la torre campanario, quedando en pie solo la nave principal del templo, la cual fue usada como escuela, hasta que el techo se desplomó, mientras que las otras áreas destruidas del convento, fueron utilizadas como caballerizas.
En 1979 se inició la restauración del convento, y en 1988 se restauró la nave principal donde fueron reemplazadas las vigas de madera que sostenían el techo, y en su lugar se colocó una estructura de fierro para sostener las tejas de barro. Y se habilitó en el espacio de cinco crujías que originalmente ocupaban el granero, la cocina y el comedor, para exhibir oleos religiosos de la época y piezas de madera labrada extraídas del convento.

## Descripción del edificio

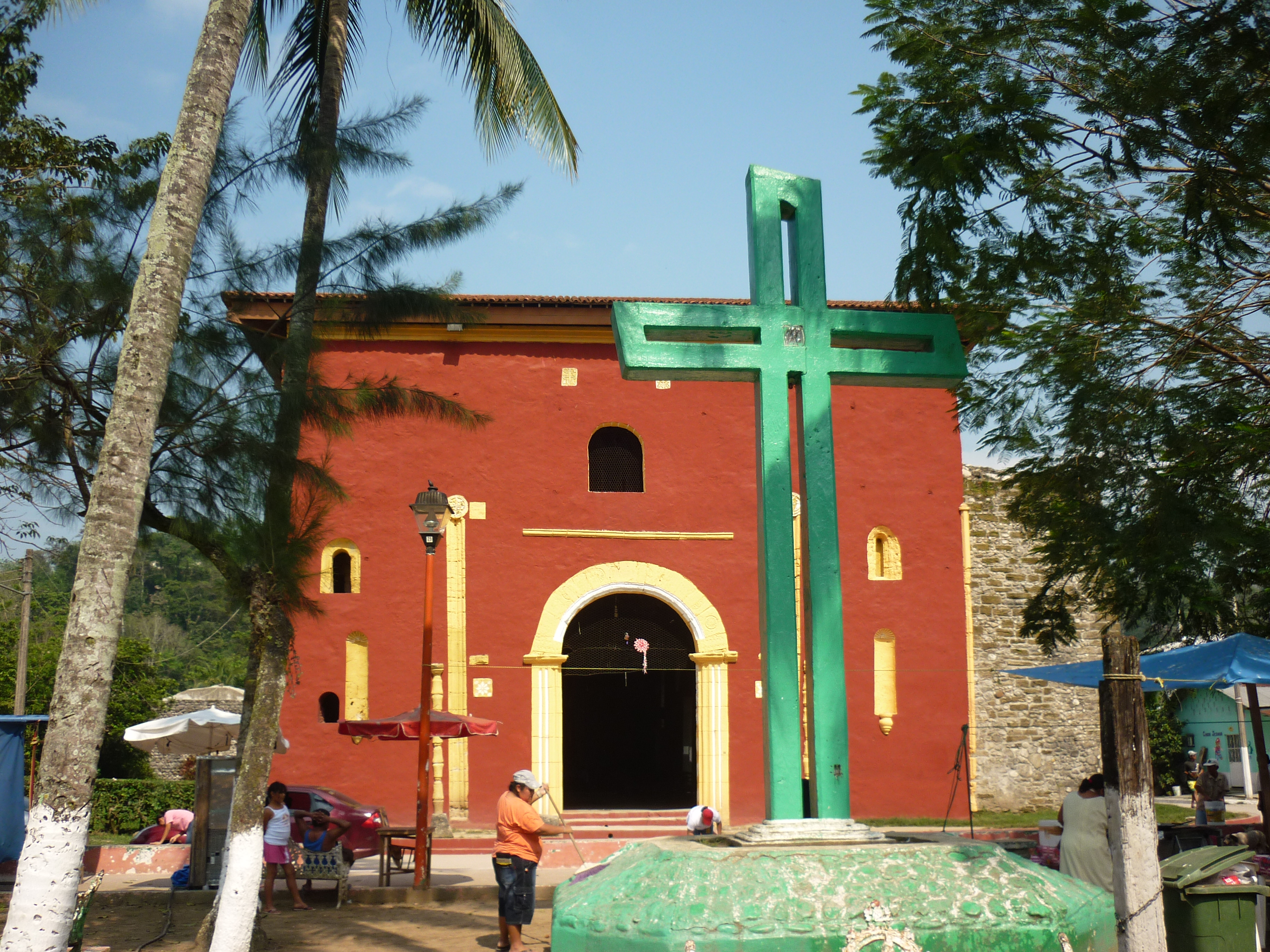
Fachada del Ex-Convento de Santo Domingo de Guzmán.

### Exterior
El convento fue construido con piedra bola traída del río de La Sierra y cuenta con detalles en ladrillos. Tiene la disposición del conjunto conventual tradicional de templo, atrio y claustro y la arquitectura recia de los conventos mendicantes del siglo XVI. 
Originalmente, el convento constaba de dos plantas, esto se sabe porque las construcciones del claustro tienen losas planas que pertenecen al entrepiso lo cual significa que antes existía una segunda nivel además de que hay huellas de mechinales donde se empotrraban las vigas, así como también, hay huellas de otros elementos que formaban parte del conjunto, tales como, la cocina y el granero, aunque no se tiene una descripción de cómo era, ya que en 1926 el claustro fue dinamitado por los seguidores del exgobernador Tomás Garrido Canabal, por lo que la planta alta desapareció, al igual que varias de las habitaciones y otros espacios de la planta baja como la sacristía y la torre campanario.
Su portada es un ejemplo del estilo plateresco clásico, con columnillas y decoración inspirada en el renacimiento italiano. Su fachada es aplanada y en color rojo "óxido" con detalles en amarillo ocre. El techo original era de teja y palma y fue reconstruido con tejas de barro suspendidas por varas de caña sobre una armadura de madera, pero durante la persecución religiosa en el estado, los garridśtas destruyeron parte del convento incluido el techo, por lo que al ser restaurado el convento en 1988 se colocó techumbre de estructura metálica.
La entrada cuenta con una sola portada sencilla de un solo cuerpo con un arco de laja de medio punto y de un solo cuerpo en el acceso y en la ventana superior. A cada lado de la puerta figuran unas pilastras semi empotradas en la fachada y que son rematadas a la altura de la ventana, por medallones circulares, uno muestra la flor de lis y el otro el símbolo del sol y la luna, en relieve; ambos, flanqueados por pequeños cuadros, también en relieve con figuras de unicornios, más a los extremos en la parte baja, hay un nicho a cada lado con peana y venera.
En la pared lateral izquierda de la nave principal, existe una gran puerta de acceso, en forma de arco de cantera andintelado flanqueado por dos columnas cuadradas, en la parte superior del arco tiene un relieve de la flor de liz y debajo del otro relieve de un rostro humano. En la columna de la derecha del arco tiene un relieve del sol y en la columna de la izquierda el relieve representa a la luna.
El espacio de lo que fuera el gran atrio de este templo, fue usado para construir la plaza pública del poblado, por lo que la gran cruz que se localizaba originalmente en el atrio, quedó dentro del perímetro del parque público.

### Interior

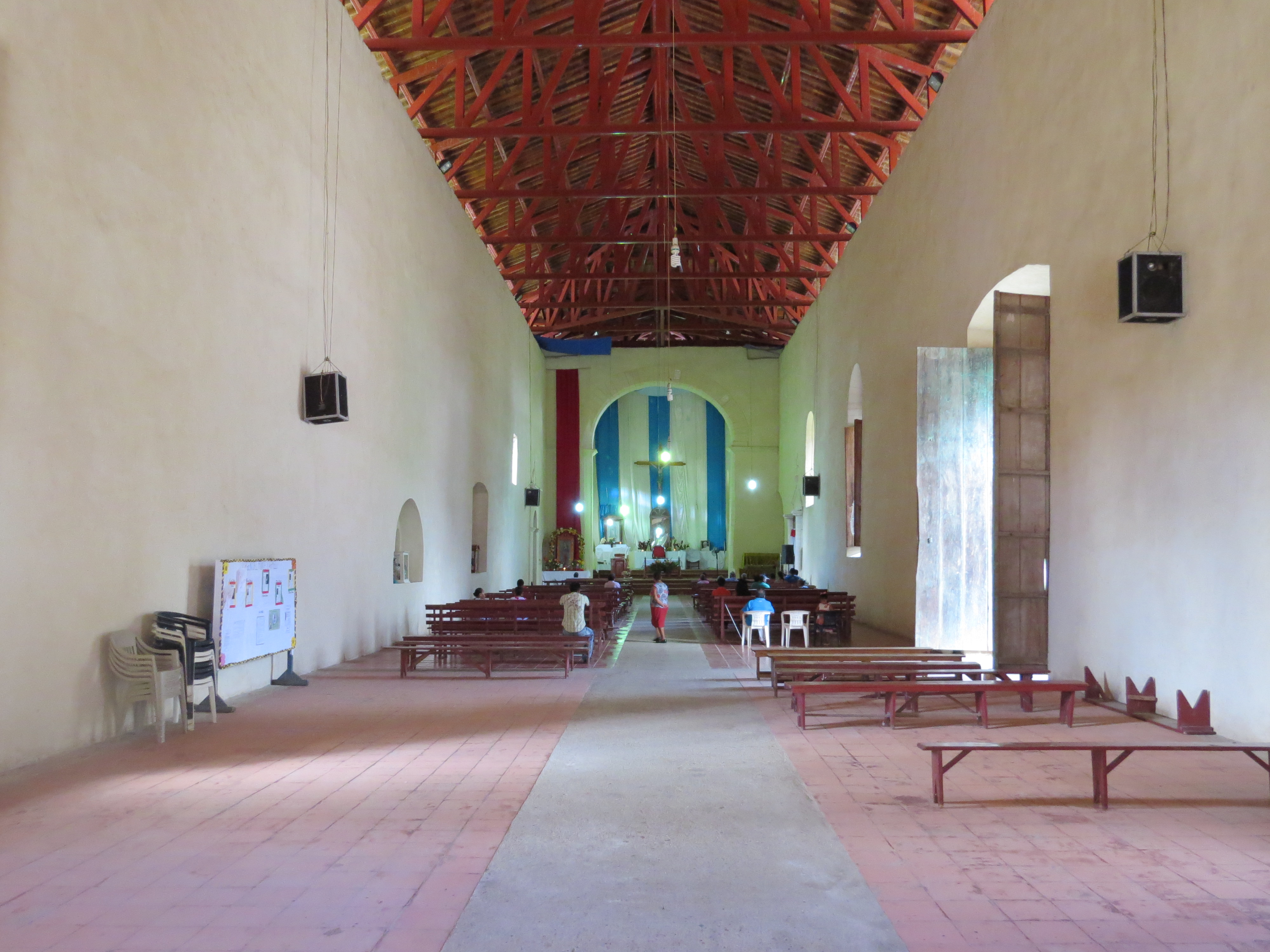
Interior de la nave principal.

El interior del templo es de una sola nave de grandes proporciones donde hay colocadas imágenes de santos. Aquí se guarda el "Santo Sepulcro" el cual permanece casi siempre cubierto, excepto en ocasiones muy especiales. También se encuentra en su interiór una pila bautismal monolítica del siglo XVI, así como dos campanas que originalmente se localizaabn en la torre campanario, misma que fue dinamitada en 1926.
Las paredes de la nave principal son altas y la piedra bola fue recubierta con aplanado, la pared izquierda cuenta con una gran puerta de acceso en forma de arco con dintel de cantera y dos grandes ventanas en forma de arco; la pared lateral derecha tiene dos pequeños nichos en los que se muestran imágenes de santos y una pequeña ventana en forma de arco.
En el atar principal, está enmarcado por un gran arco de cantera, y en él se localiza un gran crucifijo de madera, a sus pies, se encuentra una urna de madera y cristal en cuyo interior se localiza una imagen de Santo Domingo de Guzmán, al lado derecho se encuentra un cuadro con la imagen de la Virgen de Guadalupe, y otra urna de madera y cristal que resguarda una imagen de la Virgen de Guadalupe, mientras que al lado izquierdo se encuentra una imagen del Papa San Juan Pablo II
La techumbre que originalmente estaba hecha de vigas de madera, fue reemplazada en 1988 por vigas de fierro que sostienen tejas de barro.
Debajo de la nave principal del convento existe un sótano cuyo acceso se encuentra cerrado al público.
Fuera de la nave principal, se localizan construcciones en ruinas de lo que fuera la sacristía y las habitaciones de los frailes, que fueron dinamitadas también en 1926 por instrucciones del exgobernador Tomás Garrido Canabal.

## Museo de La Sierra
En una de las áreas del exconvento donde originalmente se encontraban la cocina y el comedor, se localiza actualmente el "Museo de La Sierra" o también llamado Museo de Oxolotán, el cual consta de cuatro salas.
- Sala 1: Se exhiben algunas fotografías del convento antes de ser restaurado, dos óleos pintados en tela de los siglos XVII y XIX con representaciones religiosas, además de las esculturas de San Mateo, San Lucas y San Juan realizadas en madera estofada, tallada y pintada del siglo XVIII. También se muestran dos pequeñas pilastras salomónicas que, al parecer formaban parte de un retablo del siglo XVIII.

- Sala 2: Esta sala está reservada para las exposiciones temporales que alberga el museo.

- Sala 3: Contiene varios cuadros que narran la historia del lugar desde los tiempos prehispánicos, exhibe también una columna de retablo con capitel corintio del siglo XVI, un óleo sobre tela del siglo XVII representando a Santiago de Galicia (Matamoros) y una columna tritóstila de retablo del siglo XVI, tallada y pintada.

- Sala 4: Se exhiben 2 columnas salomónicas de retablo del siglo XVIII talladas y doradas; un óleo sobre tela del siglo XVIII representando el martirio de un santo; además varios fragmentos de retablo de los siglos XVII y XVIII. Hay también varias campanas originales que destacan por su hermosa talla, decorado y antigüedad.

| Imágenes del Templo y ex convento de Santo Domingo de Guzmán |                              |                                |                                       |                |         |
|                                                              |                              |                                |                                       |                |         |
| Fachada del Convento                                         | Pila bautismal del siglo XVI | Campanas del siglo XVII        | Altar principal                       | Acceso lateral | Pasillo |
|                                                              |                              |                                |                                       |                |         |
| Pared lateral de la nave principal                           | Parte posterior              | Habitaciones de la planta baja | Espacio de lo que fuera la Sacristía. | Confesionarios | Pasillo |